# Bom Sucesso de Itararé
Bom Sucesso de Itararé este un oraș în São Paulo (SP), Brazilia.